# Platypeza inornata
Platypeza inornata är en tvåvingeart som beskrevs av Friedrich Hermann Loew 1858. Platypeza inornata ingår i släktet Platypeza och familjen svampflugor. Inga underarter finns listade i Catalogue of Life.